# Bardouville
Bardouville – miejscowość i gmina we Francji, w regionie Normandia, w departamencie Sekwana Nadmorska. Przez miejscowość przepływa Sekwana. 
Według danych na rok 1990 gminę zamieszkiwało 576 osób, a gęstość zaludnienia wynosiła 67 osób/km² (wśród 1421 gmin Górnej Normandii Bardouville plasuje się na 405. miejscu pod względem liczby ludności, natomiast pod względem powierzchni na miejscu 428.).